# Везикулярный транспортёр моноаминов
Везикулярный транспортер моноаминов — транспортный белок, переносящий моноамины, содержащиеся в цитозоли нейрона, в синаптический пузырёк, используя протонный градиент. Функционирование моноаминергических систем зависит от корректного накопления этих нейромедиаторов в пузырьках для последующего высвобождения в синаптическую щель.
Известно два везикулярных транспортера моноаминов:
- VMAT1
- VMAT2

Протеины VMAT1 и VMAT2 идентичны на 60 %, однако различны по ряду признаков и паттерну экспрессии. Они являются мишенью таких средств, как резерпин и тетрабеназин, а также наркотика метамфетамина.